# Brassaiopsis magnifica
Brassaiopsis magnifica là một loài thực vật có hoa trong Họ Cuồng cuồng. Loài này được Dunn mô tả khoa học đầu tiên năm 1920.